# Si fa chiara la notte/Era mercoledì
Si fa chiara la notte/Era mercoledì è il terzo singolo del gruppo musicale italiano Ricchi e Poveri, pubblicato dalla CBS (catalogo 4195) nel 1969.

## I brani
Entrambi arrangiati e orchestrati da Alberto Baldan Bembo.
Il brano sul lato A, Si fa chiara la notte, è scritto interamente da Giancarlo Bigazzi.
Il brano sul lato B, Era mercoledì, è composto da Angelo Sotgiu e Franco Gatti. L'autore del testo è, come di consueto, Franco Califano.

## Tracce

### Lato A
1. Sí fa chiara la notte

### Lato B
1. Era mercoledì

## Staff artistico
- Ricchi e Poveri (Angela Brambati, Angelo Sotgiu, Franco Gatti, Marina Occhiena) – voci
- Alberto Baldan Bembo – arrangiamenti e direzione orchestrale